# 假如我是真的 (劇本)
《假如我是真的》，是中國大陸作家沙葉新與演員李守成、姚明德於1979年8月為話劇創作的劇本，一齣取材自真人真事、藏着悲劇的諷刺喜劇，隱約有沙俄作家果戈里筆下《欽差大臣》的味道，惟內部試演至翌年即被中共禁止公演。後於1981年被改編成同名台灣電影，由台灣導演王童執導，旋即又被中共列為禁片；香港亦曾一度禁映，1989年始獲解禁。劇本先後被翻譯成英語、德語，在國外發表演出。

## 話劇大綱
連同序幕及尾聲，劇本共分八場，藉中國大陸青年李小璋為求上調冒充高幹子弟張小理，帶出中共官場腐敗的眾生相。最後身份被拆穿，李小璋被遞上法庭受審，庭上點題自辯：「我錯就錯在我是個假的。假如我是真的，我真的是張老或者其他首長的兒子，那我所做的一切就將會是完全合法的。」結局有別於電影，並無交待李小璋的判刑和接續下場。

## 創作過程
劇本創作於文革結束與粉碎四人幫之後、中共幹部層面不正之風冒起之時，根據一宗真人真事的上海騙案加工改編，用了約兩三個星期寫成，主要由沙葉新執筆。劇本起初名為《騙子》，經當時上海人民藝術劇院院長黃佐臨畫龍點睛取名《假如我是真的》。
其時上海很多編劇都在採訪收集資料，也想寫是宗真人真事騙案；但因涉及一位尚在位的上海老幹部，遭上面壓下來禁寫。沙葉新念在「人做，我不做」本不想寫，見沒人寫反而想寫起來；只是劇本與話劇之所以能夠面世，一定程度上還是托賴當時黃佐臨和上海人民藝術劇院黨組織的支持。
話劇於上海預演時，百姓觀眾反應熱烈，領導幹部沉默無語，引起極大爭論。為避開中共審查，劇團只好折衷作內部試演，不登報、不宣傳、不公開演出。然而試演還是在福建、廣東、浙江、江蘇、河南、河北、新疆、北京等全國多地演了數十場，引起強烈迴響。
最終話劇因涉體制問題，難逃禁演命運，中宣部禁止再「給共產黨抹黑」，中共中央召開全國劇本創作座談會，沙葉新遭受嚴厲批評。在中宣部部長胡耀邦保護下，沙葉新未有被秋後算帳，且獲准加入中共成為黨員，接任退休的黃佐臨出任上海人民藝術劇院院長；沙葉新寫在《假如我是真的》之前、可謂姊妹作的《陳毅市長》，後來亦獲批在中南海演出。

## 評論
2008年8月2日，北京學者解璽璋评论到：「《假如我是真的》的價值在於，它並不是當時流行的控訴文革的作品，而是直指社會陰暗面……改革開放30年一路走到今天，站在當下回望歷史，我們發現《假如我是真的》所提出的質問並不過時。30年來，中國在各個方面都發生了天翻地覆的變化，體制改革與思想解放也進入深水區；但有一點仍然沒變，那就是社會對於「特權」的崇拜仍然存在，而且也早已不侷限於話劇裡所批判的上學、參軍、回城、住房這些事。」
2009年7月19日，作家倪匡评论到：「劇本通過一個人假冒了高幹子弟，到處招搖，無往不利的過程，不但刻劃出整個統治極權的愚蠢和腐化，而且前瞻性地指出，這個統治集團必然演變為掌握國家財產、權力的極權統治階級，更而且無可避免地不斷腐爛，具有極深刻的社會意義。當時，統治集團如果肯定這劇，有所醒悟，或許事情發展，不致於出現如今那樣滿床錦繡下覆蓋的腐屍已爬滿蛆蟲的情形。可是，當時，統治者對付的方式是禁演。」